# Otto Lemcke
Otto Lemcke (* 11. August 1891 in Ribnitz; † 2. August 1933 ebenda) war ein deutscher Maler und Grafiker.

## Leben und Werk
Lemcke wurde 1891 in Ribnitz geboren und entstammte einer alteingesessenen mecklenburgischen Pastoren- und Beamten-Familie.
Zunächst studierte er Architektur in Charlottenburg, München und Dresden. 1913 wechselte er jedoch zum Fach Grafik. Ab 1921 war er krankheitsbedingt dauerhaft ans Bett gefesselt.
Lemcke schuf vor allem farbige Linolschnitte, Radierungen, Vernis-mou und Kaltnadelblätter, Exlibris, Gebrauchsgrafik, freie Grafik (besonders Landschaften und Architekturdarstellungen), Aquarelle sowie Ölbilder.
Er gehörte dem Deutschen Verein für Exlibriskunst und Gebrauchsgraphik an.
1933 verstarb er in seiner Geburtsstadt.

## Ausstellungen (Auswahl)
- 2008: Galerie im Kloster, Ribnitz-Damgarten[2]

## Ehrungen
- Im Wohngebiet Sandhufe IV im Stadtteil Ribnitz in Ribnitz-Damgarten trägt eine Straße den Namen des Künstlers.[3]